# Micro Machines V3
Micro Machines V3 (Micro Machines 64 Turbo sur Nintendo 64) est un jeu vidéo de course sorti en 1998 sur Nintendo 64, PlayStation, Game Boy Color et Windows. Le jeu a été développé et édité par Codemasters.
Le jeu fait partie de la série Micro Machines.

## Système de jeu
Les joueurs contrôlent des petites voitures de quelques centimètres de long dans des environnements de la vie quotidienne : table de cuisine, chambre, billard, plage, étang, etc. Les divers objets de ces environnements font office d'obstacles et de tremplins utilisables par les véhicules. Des power-ups sont disséminés tout au long des circuits : pince, marteau géant, bumper, missile rebondissant, boule de feu, etc. afin de pouvoir ralentir les autres joueurs.
Un mode solo ainsi qu'un mode multijoueurs sont présents, sachant que passer par le mode solo est nécessaire pour débloquer tous les circuits. Dans ce mode, il faut finir chaque course à la première ou deuxième place pour progresser à l'étape suivante.
En multijoueurs, il est possible de jouer jusqu'à huit : à huit manettes à l'aide de deux multitaps, ou bien avec quatre manettes et deux personnes par manette. Dans ce mode, tous les joueurs partent ensemble et ceux qui sortent du champ de la caméra sont éliminés. Le dernier restant marque un point, et la course reprend à partir de cet endroit en faisant réapparaître les autres.
Le jeu propose également une école de conduite pour que les joueurs puissent s'habituer aux commandes.

## Contenu
Micro Machines V3 propose 48 courses dans sept environnements différents.